# Андриевский, Франц Нестерович
Франц (Францишек) Нестерович Андриевский (пол. Franciszek Andrijewski; 29 января 1903, Гребёнки — 15 ноября 1993) — советский и польский военный, генерал бригады Народного Войска Польского.

## Биография
Начал службу в РККА в декабре 1923 года. До августа 1925 года служил в 30-м артиллерийском полку 30-й стрелковой дивизии. Окончил в 1929 году Киевскую артиллерийскую школу, продолжал службу на должности командира взвода, батареи и заместителя начальника штаба в 99-м артиллерийском полку (99-я стрелковая дивизия) с октября 1929 по сентябрь 1934 годов. В 1937 году окончил Военную артиллерийскую академию имени Ф. Э. Дзержинского и стал заместителем начальника оперативного отдела штаба 10-й армии (Дальневосточный военный округ), проработав на этой должности с июня 1939 по ноябрь 1943 годов.
С декабря 1943 по август 1944 года Андриевский — начальник оперативного отдела штаба 21-го стрелкового корпуса 1-й армии. В сентябре 1944 года в звании полковника направлен в Армию Людову как начальник оперативного отдела Главного штаба Войска Польского, работал там до сентября 1945 года. С 5 октября по декабрь 1944 года — начальник оперативного отдела штаба 3-й армии Войска Польского. Вернулся в сентябре 1945 года в СССР, назначен начальником оперативного отдела штаба Армии (с октября 1945 по апрель 1948, с мая 1949 по декабрь 1950). В феврале 1951 года Андриевский вернулся в Польшу и был назначен командиром Варшавского военного округа, проработав с 31 января 1951 по 2 декабря 1953 года. Исполняющий обязанности командира округа с 3 декабря 1953 по 21 октября 1954, снова командир Варшавского военного округа с 21 октября 1954 по 12 ноября 1956 года. Имел звание бригадного генерала Войска Польского. 26 ноября 1956 года вернулся в СССР.
Согласно интервью С. Сташевского от 1982 года, за несколько дней до визита Н.С.Хрущёва в 1956 году, во время Гомулковской оттепели Андриевский собрал совещание командиров частей гарнизона и округа, чтобы обсудить план нейтрализации всего польского партийного руководства, однако маршал К.К.Рокоссовский опровергал эти слухи, утверждая, что Андриевский собирался организовать только охрану главных государственных объектов в случае ухудшения обстановки в стране.
Внук — полковник запаса ВС СССР Константин Андриевский, участник войны в Афганистане, профессор кафедры оперативного искусства Военной академии Республики Беларусь.

## Образование
- Киевская офицерская артиллерийская школа (1925—1929)
- Военная артиллерийская академия имени Ф. Э. Дзержинского (1934—1937)
- Военная академия имени М. В. Фрунзе (1937—1939)
- Военная академия Генерального штаба Вооружённых Сил СССР имени К. Е. Ворошилова (1947—1949)

## Звания
- полковник (23 марта 1944)
- генерал бригады (31 мая 1954)

## Награды

### СССР
- Орден Ленина
- 2 ордена Красного Знамени
- 2 ордена Отечественной войны I степени (6 апреля 1985)[4]

### Польша
- Орден «Знамя Труда» II степени (1956)
- Орден «Крест Грюнвальда» III степени (1945)
- Командорский крест Ордена Возрождения Польши (1954)
- Рыцарский крест ордена Virtuti Militari (1954)
- Офицерский крест Ордена Возрождения Польши (1945)
- Медаль «10-летие Народной Польши» (1954)
- Бронзовая медаль «Вооружённые силы на службе Родине» (1955)
- Медаль «За участие в боях за Берлин» (1966)